# Sebastián Gamarra
Sebastián Gamarra (ur. 15 stycznia 1997 w Tariji) – boliwijski piłkarz występujący na pozycji pomocnika we włoskim klubie FeralpiSalò oraz w reprezentacji Boliwii. Znalazł się w kadrze na Copa América 2015. Posiada także obywatelstwo włoskie.